# Barbara McClintock
Barbara McClintock (Hartford, 16 giugno 1902 – New York, 2 settembre 1992) è stata una biologa statunitense.
Negli anni cinquanta, facendo esperimenti sugli spadici di granturco, ha scoperto l'esistenza dei trasposoni, ovverosia porzioni di DNA in grado di spostarsi da un cromosoma all'altro; questa scoperta le valse il Premio Nobel per la medicina nel 1983.

## Biografia
Barbara McClintock nacque ad Hartford, nel Connecticut nel 1902, da Sara Hardy McClintock, pianista e pittrice, e da Thomas McClintock, di professione medico. Si appassionò alla scienza fin dalle scuole superiori, e si iscrisse poi all'Università Cornell, intenzionata a proseguire gli studi in genetica. A quell'epoca, tuttavia, gli unici corsi di genetica erano quelli del Dipartimento di miglioramento vegetale, il cui accesso era vietato alle donne. La McClintock dovette perciò aggirare il problema, iscrivendosi al Dipartimento di botanica e specializzandosi poi in citologia, portando genetica come materia accessoria. Dopo la laurea, lavorò per breve tempo per la stessa Università Cornell, come assistente retribuita, occupandosi della citogenetica del mais. Alcuni dei suoi lavori sui cromosomi della pianta di mais vennero pubblicate su Science.
Nel 1927 conseguì il Ph.D. e venne assunta dalla Università Cornell come insegnante non di ruolo; continuò a dedicarsi agli studi sulla genetica del mais, insieme ad altri colleghi, e sulla ricombinazione genetica in queste piante. Nel 1931 pubblicò i risultati delle sue ricerche in un lavoro in cui dimostrava che la ricombinazione era dovuta ad uno scambio fisico di parti di cromosomi omologhi, lavoro, questo, che apportò un notevole contributo allo studio della genetica, all'epoca ancora agli albori.

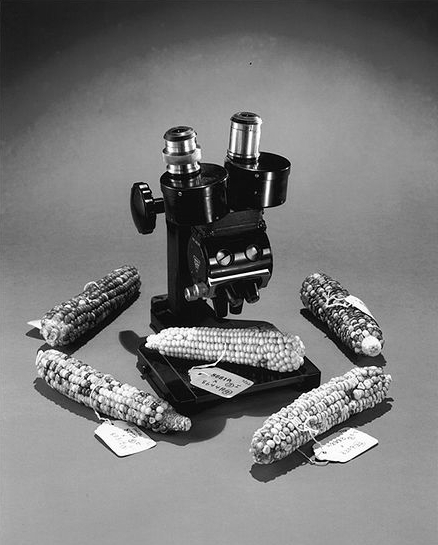
Una foto di alcune delle spighe di mais utilizzate da Barbara McClintock per i suoi studi sui trasposoni.

Nel 1936 abbandonò la Cornwell per trasferirsi all'Università del Missouri, che le aveva offerto un posto di professoressa. Qui la McClintock lavorò per sei anni concentrando i suoi studi sui cromosomi di mais danneggiati dalla esposizione ai raggi X. Successivamente, nel 1941, si trasferì nuovamente, questa volta per lavorare come ricercatrice al Dipartimento di genetica del Carnegie Institute of Technology a Washington. Qui continuò i suoi studi sulle mutazioni cromosomiche del mais, e fu durante gli anni trascorsi al Carnegie che iniziò ad interessarsi ad alcuni comportamenti anomali dei cromosomi che l'avrebbero portata alla sua scoperta più importante, quella dell'esistenza dei trasposoni. Nel frattempo fu eletta, nel 1944, membro della Accademia Nazionale delle Scienze, e nel 1945 divenne presidentessa della Società Genetica d'America. Concluse sempre al Carnegie i suoi studi sui trasposoni, dimostrando la loro esistenza e la loro capacità di spostarsi da una posizione all'altra all'interno dei cromosomi e a dar luogo a mutazioni instabili. Presentò i suoi lavori nel 1951 e li pubblicò in seguito su diverse riviste scientifiche, ma la reazione della comunità scientifica fu diffidente, quando non apertamente ostile. In quegli anni, le donne venivano ancora sottostimate in ambito scientifico, e questo non aiutò la McClintock ad essere creduta. In aggiunta a questo, le sue conclusioni erano tanto innovative e rivoluzionarie da essere in contrasto con la visione scientifica del tempo, che voleva i geni come entità fisse sui cromosomi, incapaci di spostarsi. Va ricordato che, agli inizi degli anni cinquanta, le conoscenze in genetica erano ancora alquanto nebulose: basti pensare che la scoperta della struttura a doppia elica del DNA avvenne nel 1953, dunque due anni dopo la pubblicazione dei lavori della McClintock. Frustrata dalla risposta negativa alle sue ricerche, la McClintock continuò ugualmente i suoi studi sui trasposoni per molti anni, fino al suo pensionamento.
Fu solo nei primi anni settanta, quando aveva ormai abbandonato il lavoro, che la Mc Clintock vide riconosciuti i suoi meriti. Gli enormi passi in avanti compiuti dalle tecniche di genetica e di biologia molecolare permisero di evidenziare l'esistenza degli elementi trasponibili in molti esseri viventi, oltre che nel mais, e gli studi della McClintock vennero rivalutati e apprezzati. Ricevette così la National Medal of Science nel 1970, l'Horwitz Prize ed il Premio Wolf nel 1981 e infine il Premio Nobel per la medicina nel 1983, 35 anni dopo la prima pubblicazione dei suoi lavori sui trasposoni.
Barbara McClintock morì a New York nel 1992, a 90 anni.